# Annual Review of Entomology
Annual Review of Entomology (ISSN 0066-4170) — американский научный журнал, печатающий обзорные статьи по проблемам энтомологии и всестороннему исследованию насекомых. Основан в 1956 году.
По уровню цитирования (Импакт-фактор, Science Citation Index), занимает первое место в мире в своей категории наук (энтомология) среди всех энтомологических журналов.
Первый том журнала вышел в 1956 году. Главный редактор — профессор Мэй Беренбаум, Иллинойсский университет в Урбане-Шампейне, кафедра энтомологии (320 Morrill Hall, 505 South Goodwin Avenue, Urbana, IL 61801).